# Wyre (Écosse)
Pour les articles homonymes, voir Wyre.
Wyre est une île du Royaume-Uni située en Écosse, dans l'archipel des Orcades. D'une superficie de 3,11 km2, c'est une des plus petites îles habitées de l'archipel, 29 habitants permanents recensés en 2011.

## Monuments

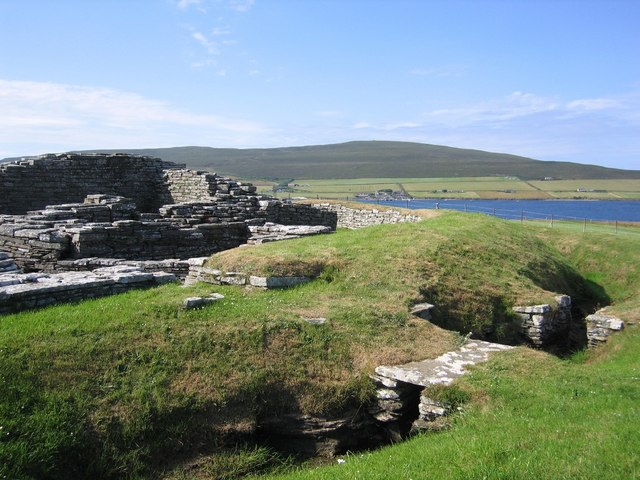
Ruines de Cubbie Roo

Le château de Cubbie Roo construit vers 1145 par le chef viking Kolbein Hruga est un des plus vieux châteaux d'Écosse.
La chapelle Sainte-Mary construite au XIIe siècle est représentative du style roman est en partie restaurée.

## Personnalité
Le poète et romancier Edwin Muir (1887-1959) a passé une grande partie de son enfance sur l'île.